# Диккия
Ди́ккия, или Дикия (лат. Dyckia) — род растений семейства Бромелиевые (Bromeliaceae), распространённых в Южной Америке.

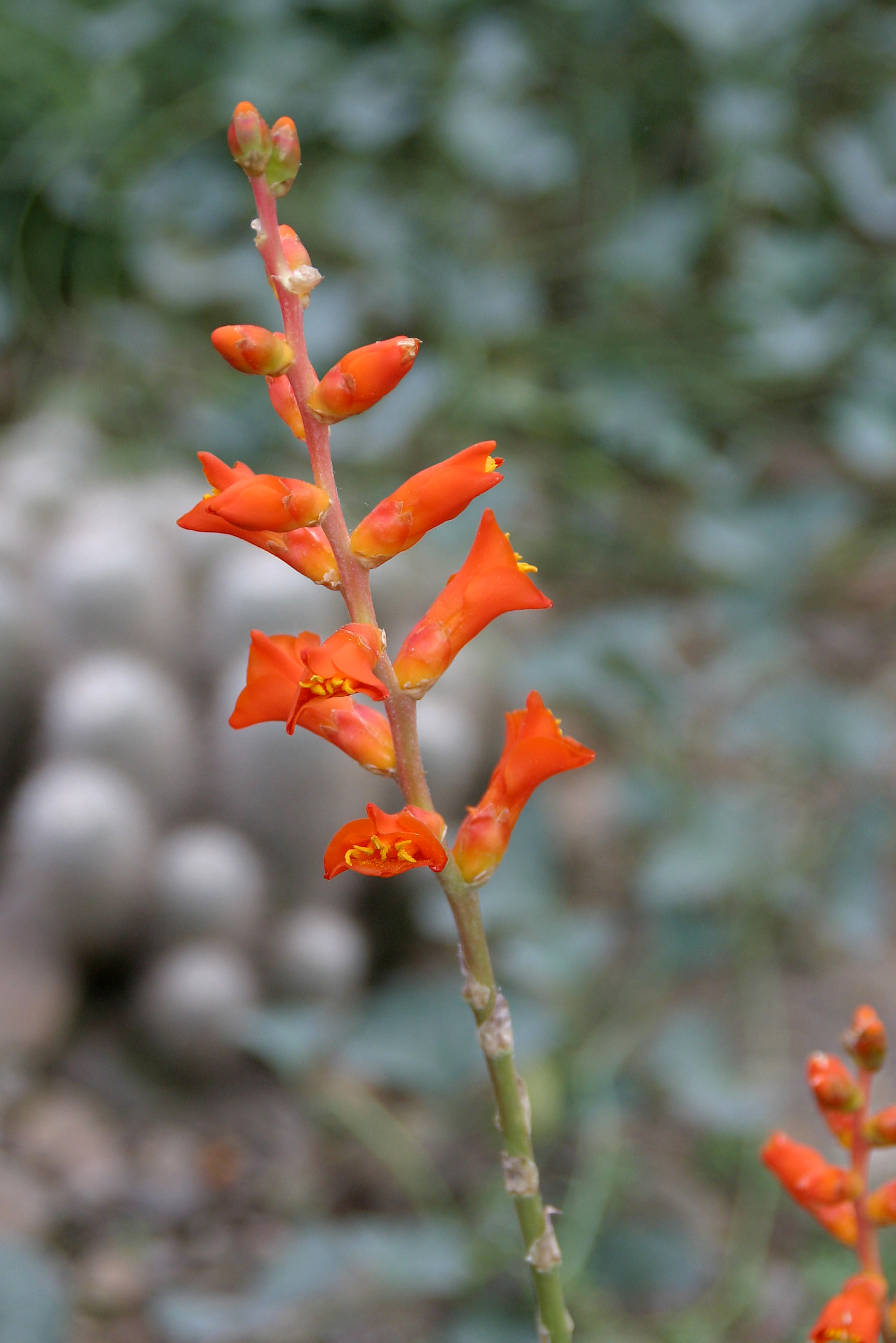
Цветок Диккия редкоцветковая|Диккии редкоцветковой (Dyckia rariflora)

Род назван в честь немецкого ботаника Йозефа Сальм-Райффершайдт-Дика.
Листья диккии внешне напоминают листья алоэ, но не имеют характерной для алоэ горечи.
Виды отличаются длиной, цветом, размером и количеством шипов по краю листа.
Диккия — суккулент, не требует частого и обильного полива, растет медленно даже при хорошем освещении.
Размножают диккию в основном отпрысками или же семенами.

## Виды
По информации базы данных The Plant List, род включает 149 видов. Некоторые из них:
- Dyckia brevifolia Baker — Диккия коротколистная
- Dyckia fosteriana L.B.Sm. — Диккия Фостера
- Dyckia rariflora Schult. & Schult.f. — Диккия редкоцветковая
- Dyckia remotiflora Otto & A.Dietr. — Диккия отдалённоцветковая